# 민변 (고려)
민변(閔抃, ? ~ 1377년 5월)은 고려의 문관이다. 본관은 여흥(驪興)이며, 민적(閔頔)의 3남이다. 호는 서한당(棲閒堂)이다.

## 생애
1331년(충혜왕 원년) 형 민유(閔愉)와 함께 문과에 급제했으며, 충혜왕(忠惠王)조에 좌사의대부(左司議大夫)를 거쳐 1349년(충정왕 원년) 좌부대언(左副代言)으로 임명되었다.
공민왕(恭愍王)조에 여흥군(驪興君)으로 봉해졌으며, 1377년(우왕 3) 졸했다.

## 시호
『신증동국여지승람』에는 시호가 문도(文度)로 기록되어 있으나, 이는 아들 민제(閔霽)의 시호를 민변의 것으로 잘못 기록한 것이다.

## 평가
『고려사』는 민변에 대해 그의 조부 민종유(閔宗儒)의 열전에서 이렇게 평했다.
| “ | 사람됨이 엄정(嚴正)하고 무사(無私)했으며, 승구(繩矩)가 한결같았다. | ” |

## 가족
- 증조 - 민황(閔滉)[4] : 호부시랑(戶部侍郞)
  - 조부 - 민종유(閔宗儒, 1245년 ~ 1324년) : 도첨의찬성사(都僉議贊成事)·상호군(上護軍)·판총부사(判摠部事), 충순공(忠順公)
    - 아버지 - 민적(閔頔, 1270년 ~ 1336년) : 밀직사사(密直司事)·진현관대제학(進賢館大提學)·지춘추관사(知春秋館事), 문순공(文順公)

  - 외조부 - 원관(元瓘, 1247년 ~ 1316년) : 도첨의찬성사·진현관대제학·부총부사(副摠副事)[5]
    - 어머니 - 원주 원씨, 원관의 3녀
      - 이복 형 - 민사평(閔思平, 1295년 ~ 1359년) : 초명 민평(閔平)·민자이(閔子夷), 도첨의찬성사·상의회의도감사(商議會議都監事)·진현관대제학·지춘추관사·상호군, 문온공(文溫公)
      - 동복 형 - 민유(閔愉) : 지밀직사사(知密直司事)·대제학(大提學)·여흥군(驪興君), 민심언(閔審言)의 조부
      - 동복 동생 - 민환(閔渙, ? ~ 1362년) : 동지밀직사사(同知密直司事), 정세운(鄭世雲)을 살해한 죄로 처형됨
      - 부인 - 중서시랑동평장사(中書侍郞同平章事), 문정공(文正公) 허백(許伯, ? ~ 1357년)의 딸[6]
        - 장남 - 민제(閔霽, 1339년 ~ 1408년) : 여흥부원군(驪興府院君), 문도공(文度公)
        - 차남 - 민량(閔亮, ? ~ 1408년) : 공안부윤(恭安府尹)
        - 3남 - 민개(閔開, 1360년 ~ 1396년) : 한성부윤(漢城府尹)
        - 사위 - 곽추(郭樞, 1338년 ~ 1405년)[7] : 의정부찬성사(議政府贊成事), 문량공(文良公)